# موت كون هيسيلو
موت كون هيسيلو (بالأسبانية: Mote con huesillo) مشروب صيفي تشيلي تقليدي غير كحولي مصنوع من القمح والخوخ وغالباً ما يباع في الأكشاك في الشوارع أو باعة العربات. ويتكون من الحلو مثل سائل الخوخ المجفف (huesillo) المطبوخ في السكر، الماء والقرفة ثم بعد أن يبرد يخلط مع القمح الطازج المقشورالمطبوخ. الحلات الواضحة عادة ما تكون من السكر، ولكن يمكن أيضاً أن تستكمل أو تستبدل بالعسل.
عندما يتم تقديم الشراب دون الخوخ المجفف، يسمى "descarozados". أحيانًا قد يقدم أيضاً مع الخوخ المجفف، ولكن هذا أقل شيوعاً. خيار آخر باستخدام مربى الخوخ مكان الخوخ المجفف. كل من الخوخ والقمح يتوافقو مع المناخ المتوسطي، مثل وسط شيلي. هذا الشراب شعبي جداً خلال أشهر الصيف تباع من قبل الباعة المتجولين على المتداول عربات أو الواقفين. بل هو أيضاً شعبي جداً كوصفة محلية الصنع، ومكوناته متوفرة في المحلات.

## الإعداد

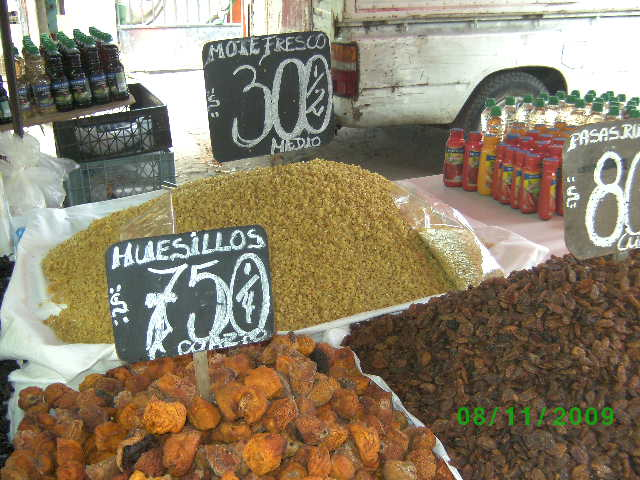
بيع huesillos في سوق المزارعين.

huesillos ، أو خوخ مجفف، مغسول ومنقوع ليلة قبل الإعداد من أجل ترطيبه. بعد ترطيبه، يتم طهيه لمدة ثلاثين دقيقة أوأكثر في خليط السكر والماء اختيارياً مع بعض عصي القرفة الطبيعية. لإعطاء نكهة العسل يسخن السكر في مقلاة وجعله برتقالي اللون وتتم أضافته إلى خليط الشراب وعلى الرغم من أن هذا الأسلوب لا يستخدم دائماً. في حين يطبخ الخوخ المجفف، والقمح المقشور في الماء حتى يصبح طرياً. يتم طهيها لمرة واحدة، وتنضب ويضاف الحلو إلى الشراب ويترك ليبرد. ويوضع هذا المزيج المبرد في كوب طويل مع ملعقة حلوى طويلة لسهولة التقديم.

## متفرقات

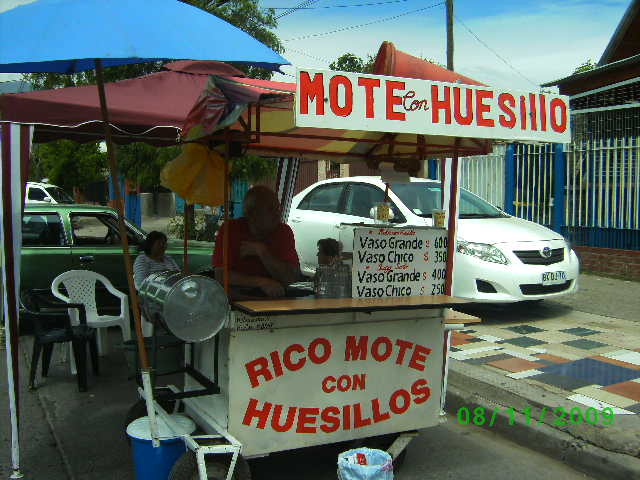
بائع موت كون هيسيلو متجول.

- التعبير "Más chileno que el mote con huesillo" يترجم إلى «أكثر تشيلي من موت كون هيسيلو»، يشير إلى الميزة الجنسية لهذا المشروب.[3]
- أكبر موت كون هيسيلو في تاريخ تشيلي كان بتاريخ 25 كانون الثاني / يناير 2010. حيث بلغ 665 لتر، وخدم 1,500 مشارك عطشان.[4]